# Vincenz Kollar
Pour les articles homonymes, voir Kollar.
 (octobre 2018).
Si vous disposez d'ouvrages ou d'articles de référence ou si vous connaissez des sites web de qualité traitant du thème abordé ici, merci de compléter l'article en donnant les références utiles à sa vérifiabilité et en les liant à la section « Notes et références ».
Vincenz Kollar, orthographié aussi Vincent Köllar, né le 15 janvier 1797 à Kranowitz en Silésie et mort le 30 mai 1860 à Vienne est un entomologiste autrichien spécialiste des diptères.

## Biographie
Vincenz Kollar est un entomologiste spécialiste des diptères qui a principalement exercé en Autriche. Il s'est particulièrement intéressé aux espèces présentant un intérêt économique, en particulier pour les forêts. Kollar a décrit de nombreuses espèces.
Il était conservateur au musée d'histoire naturelle de Vienne. Il a travaillé principalement sur des insectes rassemblés lors d'expéditions, particulièrement ceux de l'expédition scientifique autrichienne au Brésil de 1817-1835.
Theodor Hartig lui a dédié une espèce d'insectes, Andricus kollari.

## Publications scientifiques
On lui doit 50 travaux en 57 publications. les plus marquants sont :
- Die vorzüglich lästigen Insekten Brasiliens, p. 101-119. In J.E. Pohl. Reise im Innern von Brasiliens, vol. I, 448p.(1832)
- Aufzählung und Beschreibung der von Freih. Carl v. Hügel auf seiner Reise durch Kaschmir und das Himalayagebirge gesammelten Insekten. (mit L. Redtenbacher). 4(2):393-564, 582-585, 28 colour plates (1848).
- Über Agrilus viridis Kiesw. ein die Erlen verwüstendes Insekt. Verhandlungen der Zoologische-botanische Geselschaft, Wien 8:325-328.(1858)

## Source
- (en) Cet article est partiellement ou en totalité issu de l’article de Wikipédia en anglais intitulé « Vincenz Kollar » (voir la liste des auteurs).